# AFL Division 1 2015
Die Austrian Football League Division 1 2015 war die 18. Spielzeit der zweithöchsten österreichischen Spielklasse der Männer im American Football. Sie begann am 28. März 2015 mit dem Spiel der Vienna Vikings 2 gegen die Steelsharks Traun (14:10) und endete am 11. Juli mit dem Sieg der Cineplexx Blue Devils gegen die AFC Rangers (47:28) in der Silver Bowl XVIII.
In der vergangenen Spielzeit belegten die Carinthian Lions und Vienna Knights zwar den zweiten und dritten Platz in der Division 1 und sollten somit in die AFL aufsteigen. Da sich die beiden Mannschaften weigerten wurden sie in die unteren Ligen strafversetzt. Neu in die Liga kamen die drei besten Teams der letzten Saison aus der Division 2, die Steelsharks Traun, die AFC Rangers und die Haller Löwen.
Der American Football Bund Österreich wollte nach dieser Saison die höchste Liga, die Austrian Football League, von 5 auf 8 Teilnehmer erhöhen. Das hätte bedeutet, dass nach dieser Saison die drei besten Teams aus der Division 1 aufsteigen müssen, davon ausgenommen sind natürlich die zweiten Teams der Vikings und Raiders. Damit verbunden wäre ein Paket gewesen, das sowohl sportliche (Spielplan) als auch finanzielle (Förderungen) Anreize stellt. Gleichzeitig wären die drei besten Teams aus der Division 2 in die Division 1 aufgestiegen. Ein Absteiger war in dieser Saison nicht vorgesehen.
Jedes der 7 Teams musste in diesem Jahr jeweils 4 Heim- und 4 Auswärtsspiele bestreiten. Die besten 4 Teams trafen in den Play-offs erneut aufeinander, wobei der erst- und zweitplatzierte gegen den viert- und drittplatzierten Heimrecht hatten. Die Sieger der Play-offs trafen dann im Silverbowl XVIII aufeinander. Nach der Saison wurde bekannt gegeben, dass nur die beiden Finalisten in die AFL aufsteigen werden. Weiters werden die Haller Löwen nach einer sieglosen Saison wieder in die Division 2 absteigen.

## Teams
- Cineplexx Blue Devils (Hohenems)
- Vienna Vikings 2 (Wien)
- AFC Rangers (Mödling)
- Steelsharks Traun (Traun)
- Swarco Raiders Tirol 2 (Innsbruck)
- St. Pölten Invaders (St. Pölten)
- Haller Löwen (Hall in Tirol)

## Tabelle
Sp = Spiele, S = Siege, U = Unentschieden, N = Niederlagen, PCT = Winning Percentage, PF= Points For, PA = Points Against, Diff = Difference
|  | Play-offs mit Heimrecht |
|  | Play-offs               |

| Division 1 2015 |                        |    |   |   |   |       |     |     |      |
|                 | Team                   | Sp | S | U | N | PCT   | PF  | PA  | Diff |
| 1               | Cineplexx Blue Devils  | 8  | 8 | 0 | 0 | 1,000 | 285 | 86  | +199 |
| 2               | Vienna Vikings 2       | 8  | 7 | 0 | 1 | 0,875 | 198 | 134 | +64  |
| 3               | AFC Rangers            | 8  | 5 | 0 | 3 | 0,625 | 214 | 191 | +23  |
| 4               | Steelsharks Traun      | 8  | 3 | 0 | 5 | 0,375 | 202 | 194 | +8   |
| 5               | Swarco Raiders Tirol 2 | 8  | 3 | 0 | 5 | 0,375 | 135 | 148 | −13  |
| 6               | St. Pölten Invaders    | 8  | 2 | 0 | 6 | 0,250 | 187 | 201 | −14  |
| 7               | Haller Löwen           | 8  | 0 | 0 | 8 | 0,000 | 62  | 329 | −267 |

## Spielplan
| Datum                  | Kickoff | Heim                   | Ergebnis | Auswärts               | Stadion                              |
| ---------------------- | ------- | ---------------------- | -------- | ---------------------- | ------------------------------------ |
| Woche 1                |         |                        |          |                        |                                      |
| 28. März               | 18:00   | Vienna Vikings 2       | 14:10    | Steelsharks Traun      | Trainingszentrum Ravelinstraße, Wien |
| 28. März               | 19:00   | Swarco Raiders Tirol 2 | 8:13     | Cineplexx Blue Devils  | Salvenarena, Söll                    |
| Woche 2                |         |                        |          |                        |                                      |
| 4. April               | 16:00   | St. Pölten Invaders    | 46:12    | Haller Löwen           | Egger Homefield, St. Pölten          |
| 5. April               | 12:00   | AFC Rangers            | 38:24    | Steelsharks Traun      | Stadion Mödling, Mödling             |
| Woche 3                |         |                        |          |                        |                                      |
| 11. April              | 15:00   | AFC Rangers            | 30:33    | Vienna Vikings 2       | Stadion Mödling, Mödling             |
| 12. April              | 15:00   | Cineplexx Blue Devils  | 14:13    | Steelsharks Traun      | Herrenriedstadion, Hohenems          |
| Woche 4                |         |                        |          |                        |                                      |
| 18. April              | 18:00   | Vienna Vikings 2       | 27:21    | St. Pölten Invaders    | Trainingszentrum Ravelinstraße, Wien |
| 19. April              | 15:00   | Steelsharks Traun      | 30:17    | Swarco Raiders Tirol 2 | Trauner Stadion, Traun               |
| 19. April              | 16:00   | Haller Löwen           | 6:55     | Cineplexx Blue Devils  | Haller Lend, Hall in Tirol           |
| Woche 5                |         |                        |          |                        |                                      |
| 25. April              | 16:00   | Swarco Raiders Tirol 2 | 45:8     | Haller Löwen           | Stadion Landeck Perjen, Landeck      |
| 25. April              | 16:00   | AFC Rangers            | 28:21    | St. Pölten Invaders    | Stadion Mödling, Mödling             |
| Woche 6                |         |                        |          |                        |                                      |
| 2. Mai                 | 17:30   | Steelsharks Traun      | 23:49    | Cineplexx Blue Devils  | Trauner Stadion, Traun               |
| 3. Mai                 | 14:00   | St. Pölten Invaders    | 42:6     | Swarco Raiders Tirol 2 | Egger Homefield, St. Pölten          |
| 3. Mai                 | 16:00   | Haller Löwen           | 8:58     | Vienna Vikings 2       | Haller Lend, Hall in Tirol           |
| Woche 7                |         |                        |          |                        |                                      |
| 10. Mai                | 15:00   | Swarco Raiders Tirol 2 | 21:19    | Steelsharks Traun      | Sportplatz, Oberperfuss              |
| 10. Mai                | 15:00   | Cineplexx Blue Devils  | 43:0     | Haller Löwen           | Herrenriedstadion, Hohenems          |
| 10. Mai                | 15:00   | Vienna Vikings 2       | 23:7     | AFC Rangers            | Trainingszentrum Ravelinstraße, Wien |
| Woche 8                |         |                        |          |                        |                                      |
| 16. Mai                | 16:00   | St. Pölten Invaders    | 14:24    | AFC Rangers            | Egger Homefield, St. Pölten          |
| 16. Mai                | 17:30   | Steelsharks Traun      | 70:20    | Haller Löwen           | Trauner Stadion, Traun               |
| 17. Mai                | 15:00   | Cineplexx Blue Devils  | 34:3     | Vienna Vikings 2       | Herrenriedstadion, Hohenems          |
| Woche 9                |         |                        |          |                        |                                      |
| 6. April               | 16:15   | St. Pölten Invaders    | 17:35    | Vienna Vikings 2       | Egger Homefield, St. Pölten          |
| 24. Mai                | 11:00   | AFC Rangers            | 27:58    | Cineplexx Blue Devils  | Stadion Mödling, Mödling             |
| 28. Juni               | 18:00   | Haller Löwen           | 0:23     | Swarco Raiders Tirol 2 | Haller Lend, Hall in Tirol           |
| Woche 10               |         |                        |          |                        |                                      |
| 31. Mai                | 15:15   | Swarco Raiders Tirol 2 | 10:17    | AFC Rangers            | Gurgltalstadion, Imst                |
| 31. Mai                | 16:00   | Steelsharks Traun      | 28:21    | St. Pölten Invaders    | Trauner Stadion, Traun               |
| Woche 11               |         |                        |          |                        |                                      |
| 13. Juni               | 16:00   | Haller Löwen           | 8:55     | AFC Rangers            | Haller Lend, Hall in Tirol           |
| 13. Juni               | 19:00   | Vienna Vikings 2       | 20:7     | Swarco Raiders Tirol 2 | Trainingszentrum Ravelinstraße, Wien |
| 14. Juni               | 15:00   | Cineplexx Blue Devils  | 54:6     | St. Pölten Invaders    | Herrenriedstadion, Hohenems          |
| Play-offs: Semi-Finals |         |                        |          |                        |                                      |
| 4. Juli                | 15:00   | Vienna Vikings 2       | 13:24    | AFC Rangers            | Trainingszentrum Ravelinstraße, Wien |
| 5. Juli                | 15:00   | Cineplexx Blue Devils  | 43:14    | Steelsharks Traun      | Herrenriedstadion, Hohenems          |
| Silver Bowl XVIII      |         |                        |          |                        |                                      |
| 11. Juli               | 15:00   | Cineplexx Blue Devils  | 47:28    | AFC Rangers            | Wörthersee Stadion, Klagenfurt       |

### Finalrunde
|  | Semi-Finals | Semi-Finals           | Semi-Finals |  |  | Silver Bowl XVIII | Silver Bowl XVIII     | Silver Bowl XVIII |
|  |             |                       |             |  |  |                   |                       |                   |
|  |             |                       |             |  |  |                   |                       |                   |
|  | 1           | Cineplexx Blue Devils | 43          |  |  |                   |                       |                   |
|  | 4           | Steelsharks Traun     | 14          |  |  |                   |                       |                   |
|  |             |                       |             |  |  | 1                 | Cineplexx Blue Devils | 47                |
|  |             |                       |             |  |  | 3                 | AFC Rangers           | 28                |
|  | 2           | Vienna Vikings 2      | 13          |  |  |                   |                       |                   |
|  | 3           | AFC Rangers           | 24          |  |  |                   |                       |                   |
|  |             |                       |             |  |  |                   |                       |                   |